# David Hedison
Albert David Hedison Jr, mais conhecido na tevê como David Hedison, (Providence - Rhode Island, 20 de maio de 1927 – Los Angeles, Califórnia, 18 de julho de 2019), foi um ator norte-americano.
Segundo alguns autores, começou a carreira de ator em função de um filme a que assistiu, "Sangue e Areia" de 1941, estrelado por Tyrone Power,  
Para realizar o seu sonho, David estudou em Nova Iorque com Sanford Meisner e Martha Graham na Neighborhood Playhouse e também com Lee Strasberg no Actors Studio. O início da sua carreira artística foi trabalhando em produções Off-Broadway com a peça A Month in the Country, com a qual ganhou o prêmio Theater World Award. Na época usava o nome artístico de Al Hedison.
Fechou um contrato com a 20th Century Fox e começou participando do filme The Enemy Below, ao lado de Robert Mitchum. Estrelou em 1958 o maior sucesso da Fox daquele ano: The Fly, que teve uma refilmagem em 1986, com direção de David Cronenberg. 
Em 1959, foi escalado para protagonizar a série de TV Five Finger. Nova mudança no seu nome artístico. De Al Hedison, passou definitavamente para David Hedison.
Em 1964, David começou a atuar no seriado que ficaria internacionalmente famoso, Viagem ao Fundo do Mar. Por quase 4 anos, ele interpretou o personagem Capitão Crane na série ao lado de Richard Basehart, o Almirante Nelson. Com o fim da série, David Hedison participou em outros seriados conhecido pelos telespectadores: Mulher Maravilha, As Panteras, Casal 20, A Ilha da Fantasia, O Barco do Amor, A Super Máquina, Esquadrão Classe A, entre outras participações de outras séries e filmes.
Entre filmes e séries, David participou de 51 produções, dentre os quais, destacam-se "A mosca da cabeça branca", "Viagem ao fundo do mar", "Com 007, viva ou deixe morrer", "Megido", "007, permissão para matar" e "Megido".

## Vida Pessoal
Em 1968, David Hedison casou-se com Bridget. O casal teve duas filhas, Alexandra Hedison e Serena Rose Hedison. Sua filha Alexandra é também atriz e diretora e tem participado de importantes séries de televisão. Faleceu no dia 18 de julho de 2019 aos 92 anos.